# Tenderlok

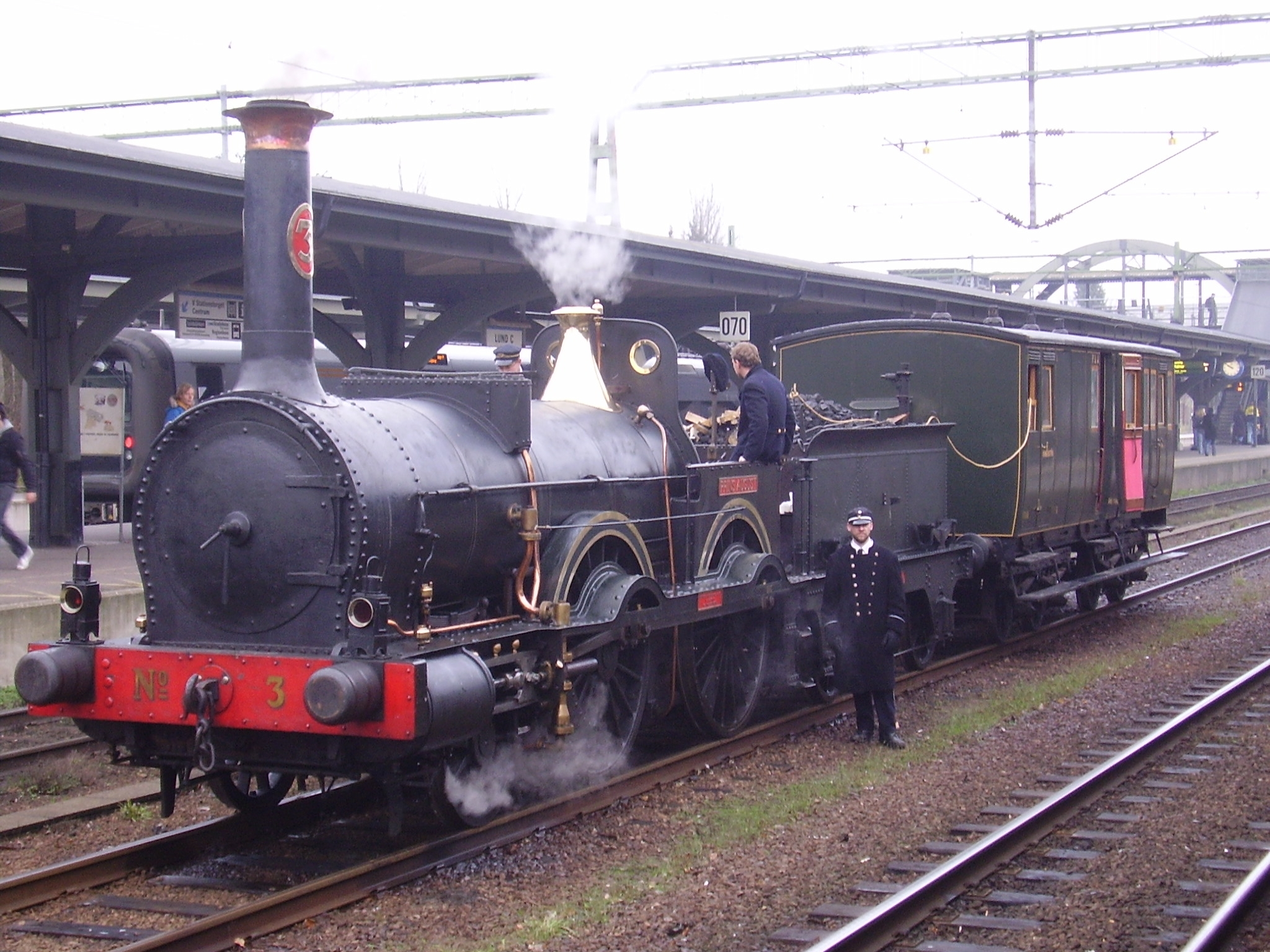
Tenderloket Prins August, byggt 1856 av Beyer & Peacock and Company i Storbritannien

Ett tenderlok är ett ånglok som bär sitt förråd av bränsle och vatten i en tender, en efterföljande fast kopplad vagn till lokomotivet. Denna typ av lok användes företrädesvis på längre färdsträckor där det var glesare mellan depåer av till exempel kol och vatten. 
Snälltåg är en typ av tåg som ofta drogs av större tenderlok för att kunna avverka längre sträckor utan tidsödande stopp för byte av lok eller påfyllning av bränsle. 
På svenska järnvägar användes ofta tenderlok med prefixet F för att beteckna vilken typ av lok det handlade om.

### Övriga källor
- Järnväg.net om lokens historia